# Damien Yzerbyt
Damien Yzerbyt (Moeskroen, 10 december 1963 - 19 januari 2014) was een Belgisch politicus voor het cdH en lid van het Waals Parlement.

## Levensloop
Yzerbyt werd leerkracht Frans en Godsdienst in de technische school van Moeskroen. Hij werd geconfronteerd met het moeilijke leven van een onderwijzer in een periode dat het onderwijs een bevoegdheid van de gewesten werd. Na stakingen in het Waalse Onderwijs in 1990-1991 vertegenwoordigde Yzerbyt van 1992 tot 2004 zijn school in het overlegorgaan dat zulke stakingen moest voorkomen, het zogenaamde "Conseil d'Entreprise".
Hij was tevens actief in christelijke associaties en verzeilde zo in de politiek. Bij de gemeenteraadsverkiezingen van 1994 was hij kandidaat voor de PSC in Moeskroen en stond als opvolger op de lijst. In 1997 werd hij als opvolger gemeenteraadslid en in 2001 werd hij er schepen onder burgemeester Jean-Pierre Detremmerie. 
Nadat Catherine Fonck in juli 2004 minister werd, volgde Yzerbyt haar op in de Kamer van volksvertegenwoordigers. Hij bleef er slechts zetelen tot in april 2005 en volgde toen Jean-Pierre Detremmerie op in het Waals Parlement en in het Parlement van de Franse Gemeenschap. In 2009 werd hij herkozen en bleef parlementslid tot aan zijn dood.
Na de gemeenteraadsverkiezingen van 2006 kon het cdH in Moeskroen in de bestuursmeerderheid blijven en werd hij eerste schepen onder Alfred Gadenne, de nieuwe burgemeester van Moeskroen. Hij bleef het tot aan zijn dood.
Yzerbyt begon zich voor te bereiden op het burgemeesterschap van Moeskroen, maar dit ging niet door aangezien hij vanaf januari 2013 aan pancreaskanker leed. Desondanks bleef hij actief als schepen en parlementslid. Uiteindelijk overleed hij in januari 2014 aan de gevolgen van zijn ziekte. Zijn opvolger als parlementslid werd Idès Cauchie, burgemeester van Elzele.